# D.M. Marshman Jr.
Donald McGill Marshman, Jr., né le 21 décembre 1922, et mort le 17 septembre 2015, est un scénariste américain.

## Biographie
Il est principalement connu pour sa contribution au script de Boulevard du crépuscule. Son apport principal fut l'introduction d'un personnage de gigolo aux côtés de l'héroïne, Joe Gillis, narrateur de la version finale. Marshman est donc cité comme scénariste aux côtés de Billy Wilder et Charles Brackett, ainsi que l'Oscar remporté par le scénario. Le seul autre film sur lequel Marshman ait travaillé est intitulé Taxi (1953) de Gregory Ratoff, qui est un remake du film Sans laisser d'adresse de Jean-Paul Le Chanois.
Diplômé de Yale en 1945, Marsham fut aussi un éditorialiste renommé dans les pages du Time Magazine et de Life.